# Carlo Bossi (poeta)
Carlo Bossi, conte di sant'Agata (Torino, 15 novembre 1758 – Parigi, 20 gennaio 1823) è stato un poeta e politico italiano.

## Opere

### Poemetti
- A Giuseppe II imperatore ed al pontefice Pio VI
- L'Olanda pacificata
- Napoleonia
- Sopra la morte del Principe Massimiliano di Brunsvico, sommerso nell’Odera il dì 27 aprile 1785 nell’andare a soccorrere alcuni paesani in estremo pericolo [1]

### Tragedie
- I circassi (1791)
- Rea Silvia (1799)

### Liriche
- Versi di A. C. (1802)